# Otto Tausk
Otto Tausk (* 1970 in Utrecht) ist ein niederländischer Dirigent.

## Ausbildung
Tausk studierte zunächst Geige bei Viktor Liberman und István Párkányi sowie Orchesterdirigieren bei Jurjen Hempel und Kenneth Montgomery. Danach studierte er weiter bei dem litauischen Dirigenten Jonas Aleksa am Konservatorium Vilnius.

## Tätigkeit
Tausk debütierte beim Orchester des Mariinski-Theaters als Einspringer für Valery Gergiev während des Gergiev Festivals im Jahr 2003. Im Jahr darauf dirigierte er erstmals das Rotterdams Philharmonisch Orkest (mit der Symphonie Nr. 5 von Tschaikowski) und wirkte bis 2007  als Assistent von Gergiev beim Rotterdams Philharmonisch Orkest. 2007 wurde Tausk Chefdirigent des Orchesters Holland Symfonia und blieb dort bis 2012.
Von 2013 bis 2018 war Otto Tausk Chefdirigent des Sinfonieorchesters am Theater St. Gallen (Schweiz).
Seit 2018 ist er Chefdirigent des Vancouver Symphony Orchestra.